# Folkärna kyrka
Folkärna kyrka är en kyrkobyggnad i Folkärna. Den är församlingskyrka i Folkärna församling i Västerås stift. På kyrkogården ligger Erik Axel Karlfeldt och Björn Lövin begravda.

## Kyrkobyggnaden
Kyrkan består av ett långhus med halvrunt kor i öster och torn i väster. Långhuset har en stomme av gråsten medan tornet har en stomme av gråsten och tegel. Kyrkorummet är indelat i tre skepp. Mittskeppet har ett tunnvalv som vilar på två kolonnrader, medan sidoskeppen har lägre platta tak.

### Tillkomst och ombyggnader
Första kyrkan platsen omnämndes för första gången 1353 och var troligen ett träkapell. 1378 brann kapellet ned till grunden. En stenkyrka uppfördes som troligen blev färdigställd omkring år 1400. Vid slutet av 1400-talet tillkom kyrktornet som fortfarande står kvar. Åren 1687-1691 förlängdes kyrkan åt öster med två travéer.
13 juli 1704 slog blixten ned i kyrkan och långhuset brann ner till grunden. Samma sommar byggdes ett brädtak över kyrkorum och torn och året därpå täcktes taket med spån. Reparationen var provisorisk och fram till 1788 saknade tornet spira. En ombyggnad genomfördes 1788 under ledning av byggmästare Eric Sjöström. Kyrktornet byggdes på och fick sin nuvarande huv med lanternin gustaviansk stil. Samtidigt revs vapenhuset vid långhusets södra sida. Nuvarande långhus i empirestil uppfördes åren 1849–1853 av byggmästare Johan Bergström efter ritningar av arkitekt Johan Adolf Hawerman. Vid en restaurering 1931 frigjordes tornets medeltida valv. Vid en renovering 1978-1979 fick kyrkorummet ny färgsättning och blev handikappsanpassat.

## Inventarier
- Dopfunten är från 1670. Den återfanns på kyrkvinden och försågs 1931 med en rekonstruerad bärande pelare.
- Altarskåpet är från Antwerpen och tillverkades vid slutet av 1490-talet.
- Predikstolen är tillverkad av O.A. Dahlmans ateljé i Västerås och samtida med nuvarande kyrka från 1853. Tillhörande timglas är skänkt till kyrkan 1764.

## Orgel
- 1657 köptes en regal in från Stockholm.
- 1769 byggde Niclas Söderström och Mattias Swahlberg den yngre en orgel med 13 stämmor, en manual och bihängd pedal. Orgeln flyttades senare till Slöta kyrka
- 1853 byggde Johan Gustaf Ek, Torp en orgel med 14 stämmor, två manualer och pedal.
- Den nuvarande orgeln byggdes 1931 av A. Magnussons Orgelbyggeri AB, Göteborg. Orgeln är pneumatisk med rooseweltlådor. Den har tre fria kombinationer, 4 fasta kombinationer, registersvällare och automatisk pedalväxling. Tonomfånget på orgeln är 56/30. Orgelfasaden är från 1853 års orgel. 1984 renoverades orgeln av Bröderna Moberg, Sandviken.

| Huvudverk I         | Svällverk II         | Pedal            | Koppel   |
| Borduna 16´         | Lieblich Gedackt 16' | Subbas 16'       | I/P      |
| Principal 8'        | Basetthorn 8'        | Violon 16'       | II/P     |
| Flûte harmonique 8' | Flauto dolce 8'      | Ekobas 16' (tr)  | II/I     |
| Dubbelflöjt 8'      | Rörflöjt 8'          | Quinta 10 2/3'   | I 4'/I   |
| Gamba 8'            | Salicional 8'        | Flöjtbas 8' (tr) | II 16'/I |
| Oktava 4'           | Violin 8'            | Violoncello 8'   | II 4'/II |
| Gemshorn 4'         | Aeolin 8'            | Oktava 4'        | P 4'/P   |
| Quinta 2 2/3'       | Voix céleste 8'      | Basun 16'        |          |
| Oktava 2'           | Flûte octaviante 4'  |                  |          |
| Cornett 5 chor      | Salicet 4'           |                  |          |
| Trumpet 16'         | Waldflöjt 2'         |                  |          |
| Trumpet 8'          | Oboe 8'              |                  |          |
|                     | Tremulant            |                  |          |
|                     | Crescendosvällare    |                  |          |

### Diskografi
Inspelningar av musik framförd på kyrkans orglar.
- Legend för orgel nr 1 - 24 op 46 / Sjögren, Emil, kompositör ; Forsberg, Roland, orgel. LP. Proprius PROP 7817. 1979.

### Webbkällor
- Kulturhistorisk karakteristik Folkärna kyrka
- anläggningspresentation